# 尾藤知宣
尾藤 知宣(びとう とものぶ)は、戦国時代から安土桃山時代にかけての武将、大名。豊臣秀吉の家臣。通称は甚右衛門、後に左衛門尉と称す。諱は重直、知定、知重、光房ともいう。

## 生涯
尾藤重吉（源内）の次男として誕生。尾藤氏を信州中野牧の武士団の家として、戦国時代後期には深志小笠原氏の属将であったとする。
祖父重忠は小笠原長棟・長時に仕え、武田信玄との戦いで戦死した。重吉は天文22年（1553年）の小笠原家没落後には遠江に流れて今川義元に仕え、さらに永禄3年（1560年）に桶狭間の戦いで義元が討ち死にすると尾張に流れた。重吉・重房は森可成に属将として仕えたが、後の元亀元年（1570年）に近江国坂本で討ち死にしたとも、奥平信昌に仕えたともいう。
知宣も父に従って尾張春日井郡三ッ井村に居を構え、初め森可成についで森長可に仕えたが、永禄年間に尾張日比野に移り、永禄9年（1566年）に羽柴秀吉（後の豊臣秀吉）が墨俣に一夜城を築いたときに駆けつけて、秀吉の家人となった。
天正元年（1573年）、知宣は近江国長浜で250貫を与えられて、黄母衣衆に列し、後に大母衣衆に変わったという。草創期の秀吉家中において、知宣は神子田正治・宮田光次・戸田勝隆らと並び称された古参の家臣で、その中でも最も軍事に通じていたという。
天正2年（1574年）、秀吉が長浜城主となった知行配分のときに1,800石を宛がわれている。
天正4年（1576年）の「竹生島奉加帳」にも「尾藤甚右衛門」の名は見え、宝厳寺に200文を奉納している。
天正5年（1577年）、播磨国内で5,000石に加増。
天正11年（1583年）に左衛門尉に任官した。
天正12年（1584年）の小牧・長久手の戦いでは小牧山攻めを提案した森長可の意見を承認し、軍監（軍目付）として共に出撃したが羽黒で徳川氏家臣の酒井忠次、榊原康政らの奇襲を受けて敗走した。なお、合戦の直前に森長可から遺言状を託されたとされてきたが、これは誤りである。同年、但馬国豊岡城主となった。
天正13年（1585年）、播磨の高砂で2,600石を加増された。6月、羽柴秀長を大将とする四国の役に参加し、7月、軍使の蜂須賀正勝に従って仙石秀久・小西行長らと共に讃岐国に入ったり、阿波国木津城を陥落させた軍勢に加わるなど武功を挙げた。秀吉に召喚されて四国の遠征の具合を尋ねられ、知宣は近々治まるでしょうと答えたので、秀吉は四国への出陣を取りやめて、北国の佐々成政に対することにした。8月、富山の役では武者奉行となって越中に入り、神通川などの渡河を先導して活躍した。同月、播磨多可郡内に1万1千石加増された。
天正14年（1586年）に讃岐国宇多津5万石に封ぜられ、同年、讃岐丸亀城主（18万石）になった。
天正15年（1587年）、九州の役では、戸次川の戦いで失態を演じて改易された仙石秀久の後継として軍監に就任し、秀長の下で3,000名を率いて九州征伐に従軍した。しかし、日向国高城攻略中、宮部継潤の守る根白坂砦が島津氏の援軍に攻め込まれた際に、秀長が救援に行こうとするのを、慎重策を訴えて援軍に赴かせなかった。ところが、僅かな手勢で救援に赴いた藤堂高虎らの奮戦がきっかけとなり、根白坂の戦いは豊臣勢の大勝利となった。また、この戦いで潰走する島津勢に対して、ここでも知宣は天明耳川（小丸川のこと）を越えての深追いは危険とし諸将を止めて追撃を行わせず、島津氏討伐の決定的な好機を逃した。これらの判断は問題とされ、特に宮部への救援をさせなかったことを秀吉が激怒し、その咎を受けて、7月2日、知宣は（丸亀の）所領を没収され、追放された。
最期については諸説があり、定かではない。天正17年（1589年）3月、天満本願寺にいた所、聚楽第落書き事件に蜂屋謙入・細川昭元と共に巻き込まれ一時は捕縛され、その後、伊勢国の朝熊山に潜伏したが、異説では同地で病死したとも、放浪の末に後北条氏に仕えたともされる。『藩翰譜』では、天正18年（1590年）7月、小田原の役の後、会津黒川城に向かう秀吉の前に下総の古河で知宣は剃髪して現れて寛恕を請い、柴田勝家の旧臣佐久間安政・勝之兄弟が後北条氏に仕えていたが赦されたのを例にとって、家人であった自らの赦免を訴えたところ、却って秀吉に激怒され、捕縛されて路上において手打ちにされたともいう。殺害地は古河ではなく下野・那須野ヶ原であったという話もある。
新井白石は「さ程の罪にあらず、これも又関白の我威を立てんが為に、是程のことを、かく重く罰せられしも知らず」と評している。また、小田原の役の戦功により讃岐半国の所領を与えられた小笠原貞慶は、奉公構を受けている知宣を客将として匿っていたということが後に発覚し、全ての領地を没収された。
知宣が処刑された後、弟の頼忠（尾藤二郎三郎）は豊臣秀長の配慮により妻の姓であるという宇田（宇多）姓を名乗り、同じく弟の清兼は青木川の辺に居住していたので青木善右衛門清兼と名乗りを改め、さらに後者は関ヶ原合戦の後には母方の姓の桑山姓に再度改姓した。

### 子孫について
『野史』には子の金助が、後に細川忠興に仕え、3,000石の禄を食み、その子、金右衛門は島原の乱で平塚重近と共に城に登って肉薄したが、賊兵に口を刺されて討ち死にした。しかし子孫は熊本藩士として命脈を保ったとある。
通説（宇多頼忠を参照）では頼次は頼忠の子であるが、白川亨は知宣の嫡男の尾藤宗左衛門を頼次であるとし、密かに三成の父の藤右衛門正継に保護され、三成の養弟として石田姓に改め、すなわち「石田刑部少輔頼次」と名乗った人であるとする。頼次は関ヶ原合戦後、旧姓の尾藤姓に戻して寛永年間に寺沢堅高に仕えたという。この石田刑部少輔に真田昌幸の一女が嫁いで、佐和山落城後、その妻は真田家に引き取られたか、あるいは相婿の滝川三九郎（一積）のもとに引き取られて再嫁したようであると書いている。次男の金左衛門は、福島正則に仕え、その改易後には森美作守（忠政）に仕え、さらに細川家臣となって島原の乱で戦死したというから、『野史』のいう金助の子（知宣の孫）を子として比定しているようである。娘は、山田貞左衛門（尾藤貞左衛門）を婿養子として迎えて嫁がせたとし、この貞左衛門は山崎甲斐守（家治）の家臣で、後に細川綱利に家臣として召し上げられ知行5百石の禄をもらったといい、石田三成の女婿である山田隼人正勝重の一族と考えられるという。